# Кембъл (остров)
Вижте пояснителната страница за други значения на Кембъл.
Кембъл (на английски: Campbell Islands) са група от 11 острова в разположени в югозападната част на Тихия океан, владение на Нова Зеландия, като отстоят на 670 km южно от страната.
Одтровите Кембъл имат площ от 113,31 km² и се състоят от един голям остров Кембъл 112,68 km² и десет малки (под 0,5 km²) островчета – Дент, Джакмарт, Джанет Мъри, Моновай, Фоли и др. Бреговата линия с дължина 90,3 km на главния остров е силно разчленена с дълбоко врязващи се в сушата заливи и фиорди и полуострови между тях. Релефът е планински с максимална височина 567 m. Кливатът е умерен, океански с малка денонощна, месечна и годишна амплитуда. Средна юлска (зимна) температура 5,1 °C, средна януарска (лятна) 9,6 °C, средна годишна 7,2 °C, годишна сума на валежите 1329 mm.
Островите са открити на 4 януари 1810 г. от английския мореплавател Фредерик Хаселборо. През XIX в., в резултат на вмешателството на човека на островите попадат плъхове, пренесени от китобойните кораби, които се размножават в неимоверни количества, и, които почти напълно унищожават местните видове – буревестници и пингвини. През 2003 г. с усилията на новозеландските учени плъховите са унищожени. Островите са необитаеми.